# María Salud Ramírez Caballero
María Salud Ramírez Caballero   (Santa Fe de la Laguna, setembre 1913 - Santa Fe de la Laguna, 16 d'octubre de 2022) va ser una artesana de l'argila mexicana, coneguda com a Mamà Coco per haver inspirat el personatge principal de la pel·lícula Coco.
Va dedicar la major part de la seva vida a l'artesania, fent olles de fang que venia a les fires després de passar-les pel forn. Van fer-li fotos durant el procés de documentació per a fer la pel·lícula Coco de Pixar. El 2017, any de l'estrena de la pel·lícula, va passar a estar-se amb la cadira de rodes davant un pòster del film fent-se fotos amb turistes. A la pel·lícula, a banda d'ella, també apareix la plaça, l'església i alguns carrers del seu poble. No va rebre cap benefici econòmic de Pixar malgrat haver inspirat el personatge.